# Estandarte Amarelo Simples
O Estandarte Amarelo Simples (chinês: 正黃旗, pinyin: Zhèng Huáng Qí) foi um dos Oito Estandartes do exército e da sociedade Manchu durante as dinastias Jin Posterior e Qing posteriores da China. O Estandarte Amarelo Simples era um dos três exércitos de estandartes "superiores" sob o comando direto do próprio imperador, e um dos quatro estandartes da "ala direita".  O Estandarte Amarelo Simples foi o estandarte original comandada pessoalmente por Nurhachi. O Estandarte Amarelo Simples e o Estandarte Amarelo Bordado foram separados uma da outra em 1615, quando as tropas dos quatro exércitos de estandartes originais (Amarelo, Azul, Vermelho e Branco) foram divididos em oito, adicionando uma variante com bordas ao design de cada estandarte.  Após a morte de Nurhachi, seu filho Huang-Taiji tornou-se cã e assumiu o controle de ambos os estandartes amarelos. Mais tarde, o Imperador Shunzhi assumiu o Estandarte Branco Simples após a morte de seu regente, Dorgon, a quem ele pertencia anteriormente. Desse ponto em diante, o imperador controlou diretamente três estandartes "superiores" (Amarelo Simples, Amarelo Bordado e Branco Simples), em oposição aos outros cinco estandartes "inferiores".  
A bandeira do Estandarte Amarelo Simples eventualmente se tornou a base da Bandeira da Dinastia Qing.

## Membros notáveis
- Hešeri
- Sonin (regente)
- Yunsi
- Qishan (oficial)
- Consorte Shu

- Tulišen
- Imperatriz Xiaogongren, consorte do Imperador Kangxi
- Zu Dashou (Han)
- Geng Zhongming (Han)
- Tian Wenjing (Han)
- Nobre Consorte Imperial Shujia
- Nobre Consorte Jia
- Nobre Consorte Imperial Zhemin
- Imperatriz Xiaojingcheng
- Consorte Rong (Kangxi)
- Concubina Yi

## Clãs notáveis
- Hešeri
- Geng
- Zu
- Tian
- Clã Nara
- Ayan Gioro
- Uya
- Borjigin
- Šumuru
- Magiya
- Donggo
- Yanja
- Cheng
- Wumit
- Zhen
- Zhou
- Wang
- Li
- Ejo